# Hey Boss, ich brauch mehr Geld
Hey Boss, ich brauch mehr Geld ist ein Lied des deutschen Country- und Schlagersängers Gunter Gabriel aus dem Jahr 1974.

## Veröffentlichung und Inhalt
Der von Gunter Gabriel geschriebene Titel erschien auf seinem zweiten Studioalbum Das ist meine Art und wurde im April 1974 als Single veröffentlicht. Für die Produktion des Titels war Thomas Meisel verantwortlich.
Das Lied handelt vom fiktiven Arbeitnehmer Bruno Wolf, der eine Lohnerhöhung aufgrund seiner langjährigen Betriebszugehörigkeit und pflichtbewussten sowie hochwertigen Arbeitsleistung von seinem Arbeitgeber einfordert. Damit festigte Gunter Gabriel nach seiner ersten Single Er ist ein Kerl (Der 30 Tonner Diesel) (1973) seinen Ruf als Stimme des kleinen Mannes, der die Sorgen des Mittelstandes in seinen Songs verarbeitete.

## Charts und Chartplatzierungen
| ChartsChartplatzierungen | Höchstplatzierung | Wochen/ Monate |
| ------------------------ | ----------------- | -------------- |
| Deutschland (GfK)        | 6 (29 Wo.)        | 29 Wo.         |
| Österreich (Ö3)          | 1 (5 Mt.)         | 5 Mt.          |

| ChartsJahrescharts (1974) | Platzierung |
| ------------------------- | ----------- |
| Deutschland (GfK)         | 15          |
| Österreich (Ö3)           | 6           |